# 構造主義生物学
構造主義生物学（こうぞうしゅぎせいぶつがく）とは、構造主義の考えを生物学に応用しようとする試みである。

## 概観
一言で構造主義生物学と言っても、日本以外の構造主義生物学と日本の構造主義生物学は、その理論内容や受けている評価が異なる。まず、構造主義生物学として、イギリスのウェブスタとブライアン・グドウィン（en:Brian Goodwin）が挙げられる。彼らは柴谷篤弘より数年早く名乗りを上げた。そして、ウェブスタとグドウィンの協力者として、ピーター・ソーンダース（en:Peter Saunders）および何美芸（en:Maewan Ho）がおり、グドウィンの唱える「動的構造」の考え方を支持していると見られる。なお、グドウィンらの構造主義生物学と日本の柴谷・池田らの構造主義生物学とでは、遺伝とDNAについての見方において大きく異なっている、という（後述）。なお柴谷によれば、グドウィンらの構造主義生物学は、西欧の生物学のなかである程度の市民権を得ているように見えるという。その他日本以外では、構造主義の考え方を生物学に用いる傾向のある人物としては、上記の他に、スティーヴン・ジェイ・グールド、スチュアート・カウフマン、デイヴィッド・ランバート（en:David Lambert (author)）、en:Rupert Riedl、en:Adolf Seilacher、en:Gunter Wagner、en:Gerry Websterなどが挙げられる。日本においては、池田清彦や柴谷篤弘らが構造主義を応用した生物学を提唱している。ただし、この日本の構造主義生物学は日本の学会の主流からは認められていない。1986年に大阪で、構造主義生物学の国際的な会合が開かれ、ジョゼフ・ニーダム、フランシスコ・バレーラらが参加した。

## 各論

### グドウィンの構造主義生物学
（以下の説明は、柴谷『構造主義生物学』の解説に基づく。）
柴谷の『構造主義生物学』の解説によれば、グドウィンはおよそ次のようなことを説明しているという。
グドウィンの考えの中心的な論点は、反分子遺伝学であり、「発生的構造主義」ともいえるものである。グドウィンの理論は、ウェブスタの「"かたち"についての理論的考察」や「合理的形態学 rational morphology」、あるいはそれにもとづいた分類学や進化理論の探究と関連がある。また、グドウィンの構造主義生物学の考え方は、今日の複雑系の理論のひとつである、カウフマン(Kauffman）の秩序生成の理論と親近性があるようである。
（グドウィンらの理論と柴谷・池田らの理論では）遺伝とDNAについての見方はすっかり異なっている。
グドウィンらの理論は、はじめピアジェに基づいていて、構造をDNAの「外」に求めている、DNAは空間の基本的な「構造」にたいして二次的な、むしろ偶発的なもののようである。
それに対して、日本の柴谷や池田の理論のほうはソシュールに基づいていて、自然言語から出発して遺伝暗号系という生物におけるれっきとした「構造」の存在を基盤としていて、そこでは、構造をDNAの「上」（inではなくて、aboveまたはoverの意味での「上」）に求めている、この理論では、DNAは「構造」のすべてではないけれども その重要な成分である。

### 池田清彦による構造主義生物学
（以下の説明は、池田清彦『さよならダーウィニズム』に基づく。）
構造主義生物学は、言語学者のソシュールや記号論のパースといった構造主義者の考えを生物学に応用しようとする試みである。
このアプローチは、命名行為、すなわち言語と非常に深い関係がある。言葉は世界を切り取って、何らかの同一性にはめ込む性質を持つ。科学は、このような「同一性」をなるべく明示的にしたい、という欲望や、現象をインバリアント（不変）でユニバーサル（普遍）なものに押し込めてしまいたいという欲望を常に持っている、と説明する。このような西洋の科学特有の発想の根底には、古代ギリシャのプラトンのイデア論がある、と指摘する。イデア論では、例えば猫なら猫のイデアが存在し、それは時空間を超越していつでも同じものとしてあると考えるわけであり、科学というのはそのような存在（イデア的存在）を発見することを目指しているとする。ところが、実世界にはそれほど簡単ではなく、例えば、「猫」を不変で普遍なものとして構想することはできない。それなのに、科学というのはなるべくそれを希求しているという。このような問題は、すでに中世にあった普遍論争における実念論と唯名論に関係している。
科学というのは、いつもどこかに、実念論的なものを構築したいという欲望を持っている。だが、実際の生物は唯名論的でしかあり得ないという宿命があるとする。ダーウィンが唱えた当初のダーウィニズムは、完全に唯名論的であって、例えば猫という種の実在をダーウィニズムは認めない、と述べる。ただ、唯名論だけではまともな科学になり得なかったから、生物の背後に遺伝子という実体が配置された、といい、それがネオダーウィニズムだ、という。猫の本質がDNAに還元できるというのは実念論であり、ネオダーウィニズムは遺伝子に関して実念論である、とする。ところが、この方法はH2Oが水だ、というぐらいならばまだ通用することがあるが、猫のような生物では通用しない。猫と猫のDNAは同じではない。猫のDNAは猫のDNAでしかなく、ネコのDNAを細胞内に持つ生物はネコと言えるが、ネコのDNAはネコではない。
また固有名で呼べるものなら同一性が担保されていると考える人がいるが、そうではないとする。例えば「タマ」なら「タマ」という固有名で呼ばれるネコも刻々と変化している（例えば子猫が親猫へ、親猫が老猫へと姿かたちも変化してゆく。昨日のタマと今日のタマも異なっている）。未来にどう変化するかも予測できない。言語は、シニフィアンとシニフィエから成るシーニュであるとソシュールは述べた。シニフィエは実体としてあるわけではなく、人間が適当にあるいは恣意的に決めている。例えば、何を犬と呼ぶかは、犬の実体に対してではなく、人間側が世界を適当に区切った分節に対して与えている。例えば、虹のことを日本人は７色だと考えているが、米国では6色と考えており、ズニインディアンは5色だと考えている。
ソシュールの考えたこのような構造主義がなぜ生物学に関係するかというと、1960年代に明らかになったアミノ酸とDNAの対応規則が、実は恣意的に決まっていると考えられるからである。世の中に存在するアミノ酸は200種類あまりとも言われているにもかかわらず、生物が使っているアミノ酸は20種類しかない。アミノ酸と塩基の対応はたまたま恣意的に決まっている対応恣意性のひとつの例であると述べている。研究者の中には、「遺伝暗号は物理化学的に一意に決まっている」と主張する人もいるが、そう考えるのは困難であるとし、いくつかの反例を示している。

「生物を構造主義的に見ようということは、遺伝暗号系以外のさまざまなルールもまた恣意的に決まっていると考えようということである」と述べている。遺伝暗号に限らず、さまざまな高分子間の対応は恣意的であると考えることと述べ、そう考えると、生物というのは、記号論的に世界を解釈している高分子の集合体と見たほうが、むしろぐあいがいい」と池田清彦は述べている。
| 構造（名）                     | ユニット                 | 表面現象               | 構造の本質                                                     |
| ------------------------------ | ------------------------ | ---------------------- | -------------------------------------------------------------- |
| 個別言語構造（基底）           | シニフィエ、シニフィアン | シーニュ               | シニフィエとシニフィアンの対応規則（ポジティブには実定不可能） |
| 個別言語構造（連辞・連合関係） | シーニュ                 | パロール               | 連辞規則、連合規則                                             |
| 古典主義時代のエピステーメー   | シーニュ、外部現象       | 観察記述               | 外部現象に対して名称（シーニュ）を与えること                   |
| クォークの構造                 | クォーク                 | 陽子、中性子           | クォークの組み合わせ規則                                       |
| 遺伝暗号系                     | 塩基三連子、アミノ酸     | タンパク質             | 三連子とアミノ酸の対応規則                                     |
| 免疫系                         | 抗原、抗体               | 抗原-抗体 ネットワーク | 抗原-抗体 対応規則                                             |

### 柴谷篤弘による構造主義生物学
柴谷篤弘による構造主義生物学は『構造主義生物学』（東京大学出版会、1999年）においてまとめて解説されている。
それによると、『進化における上位分類群間の差異の起源については、これを単に新しいゲノムの創立としてあつかうのでなく、「構造」の創立として解かねばならない。「構造」とは、自然言語の例に見るように、人間の脳内に仮構される定式である。』と説明し、『「構造」はそれにあらたな成分が生成または付加されることがあっても、対応する外界の実態のように随時変動はしない。この仮構が外界の理解に役立てば、あたかも外界にその「構造」が実在するかのように、科学人も普通人も同様に考えてしまうことが一般である。』とする。
『「構造」は遺伝子DNAの上位にあり、それを組織化し、概念上ある種の「論理回路」ともいうべき形式に構築される。しかし、それは物理法則のように生物の外部にあるのではなく、むしろ個々の生物や細胞に封じ込められている。このようにして生物現象は恣意的な「構造」に還元される』と述べる。そして、『「構造」は物理法則と両立するが、「構造」の成立は物理的必然によっては規定されない』とする。

### 柴谷・池田の理論と親近性のある理論・説
（以下の説明は、柴谷篤弘『構造主義生物学』に基づく。）

#### 団まりなによる階層構造理論
団まりなは、1996年、生物の複雑さを読み解くための階層構造の理論で、上下の包含関係と上位における新機能の付加の2点を基準にして、明瞭に定義された「階層構造」の概念によって、生物の複雑さを読み解く試みに相当程度 成功しており、この理論における「階層構造」は、「私たち（=池田・柴谷）の」構造主義生物学でいう「構造」の概念と親近性がある。
ただし、団まりなが複相細胞（ディプロイド）の出現そのものを新しい構造の発生とは見ておらず、単相細胞（ハプロイド）細胞からの（受精による）複相細胞の出現を、他の複雑化増大の場合と同様に「階層の上昇」ととらえる点では、柴谷らの考え方とは異なっている。

#### 吉田民人の説
吉田民人は、生物学を「情報」の新しい解釈によって、法則にもとづく物理的科学から引き離し、経済学などとともに「プログラム科学」に統一しようと提唱しており（吉田・鈴木 1995）、この理論では「自己組織性」が鍵概念となり、その意味で複雑系の研究につらなっている。そして「『情報』概念のあつかい方で、私たちの主張とどこまで通じあえるのかをさらに見極める状況にある」、と柴谷は述べている。

### 評価
河田雅圭は『イミダス 2002』において、日本版構造主義進化論を「ほとんど実証例がない」カテゴリに分類し、具体的な実証例はまったくなく、実証自体が困難である、とした。
粕谷英一および浅見崇比呂は、池田清彦の進化学に対する論評は不正確な理解と引用による言説が多く、進化学的考察には誤りが多いと批判している。